# Zavidov
Zavidov (německy Seiwedel) je obec v okrese Rakovník ve Středočeském kraji. Leží zhruba devět kilometrů jihozápadně od Rakovníka. Aktuálně zde žije 347 obyvatel. Obcí prochází železniční trať 162 Rakovník – Mladotice.

## Historie
První písemná zmínka o obci pochází z roku 1360.

## Obyvatelstvo
| Rok            | 1869 | 1880 | 1890 | 1900 | 1910 | 1921 | 1930 | 1950 | 1961 | 1970 | 1980 | 1991 | 2001 | 2011 | 2021 |
| -------------- | ---- | ---- | ---- | ---- | ---- | ---- | ---- | ---- | ---- | ---- | ---- | ---- | ---- | ---- | ---- |
| Počet obyvatel | 402  | 369  | 349  | 332  | 363  | 351  | 383  | 316  | 324  | 287  | 314  | 257  | 294  | 321  | 356  |
| Počet domů     | 59   | 65   | 65   | 66   | 71   | 73   | 92   | 105  | 97   | 91   | 83   | 104  | 110  | 113  | 126  |

## Obecní správa
Od 1. ledna 1980 do 23. listopadu 1990 k obci patřily Nový Dvůr, Řeřichy a Václavy.

### Územněsprávní začlenění
Dějiny územněsprávního začleňování zahrnují období od roku 1850 do současnosti. V chronologickém přehledu je uvedena územně administrativní příslušnost obce v roce, kdy ke změně došlo:
- 1850 země česká, kraj Praha, politický i soudní okres Rakovník[7]
- 1855 země česká, kraj Praha, soudní okres Rakovník
- 1868 země česká, politický i soudní okres Rakovník
- 1939 země česká, Oberlandrat Kladno, politický i soudní okres Rakovník[8]
- 1942 země česká, Oberlandrat Praha, politický i soudní okres Rakovník[9]
- 1945 země česká, správní i soudní okres Rakovník[10]
- 1949 Pražský kraj, okres Rakovník[11]
- 1960 Středočeský kraj, okres Rakovník
- 2003 Středočeský kraj, obec s rozšířenou působností Rakovník

### Obecní symboly
Znak a vlajka byly obci uděleny rozhodnutím předsedy Poslanecké sněmovny Parlamentu České republiky dne 5. října 2004.

## Společnost
V obci Zavidov (351 obyvatel) byly v roce 1932 evidovány tyto živnosti a obchody: 3 hostince, pražírna kávy, kolář, kovář, krejčí, mlýn, obuvník, palivo, pekař, pila, řezník, 3 obchody se smíšeným zbožím, stavitel, trafika, truhlář, uzenář.

## Doprava
Dopravní síť
- Pozemní komunikace – Obcí vede silnice II/229 Rakovník – Kralovice.
- Železnice – Obec Zavidov leží na železniční trati 162 Rakovník – Kralovice u Rakovníka – Mladotice. Jedná se o jednokolejnou regionální trať, doprava na ní byla zahájena roku 1899. Na území obce leží železniční stanice Zavidov.

Veřejná doprava 2011
- Autobusová doprava – V obci měly zastávku autobusové linky jedoucí např. do těchto cílů: Jesenice, Kralovice, Rakovník, Všesulov (dopravci Václav Lexa - LEXTRANS a ANEXIA s. r. o.).

- Železniční doprava – Po trati 162 jezdilo v pracovní dny 9 osobních vlaků, o víkendech 8 osobních vlaků.